# Église Notre-Dame-de-Lorette de Wendake
Pour les articles homonymes, voir Église Notre-Dame-de-Lorette.
L'église Notre-Dame-de-Lorette de Wendake est une église de tradition catholique romaine située à la communauté Huronne-Wendate de Wendake. Elle a été classée immeuble patrimonial en 1957 et désignée lieu historique national en 1981.

## Histoire
Une première chapelle est érigée en 1730 alors que les Hurons quittent leurs établissements de Lorette, L'Ancienne-Lorette actuelle, et viennent s'établir sur les terres qui constituent aujourd'hui Wendake. La chapelle est partiellement détruite par les flammes en 1862 mais est reconstruite de façon identique.
Elle constitue aujourd'hui, un symbole de la conversion des Hurons au catholicisme. Elle est dédiée à Notre-Dame de Lorette.